# Луїс Марін Сабатер
Луїс Марін Сабатер (ісп. Luis Marín Sabater; 4 вересня 1906, Ордісія — 21 грудня 1974, Гіпускоа) — іспанський футболіст, що грав на позиції нападника, зокрема, за клуб «Атлетіко», а також національну збірну Іспанії.

## Клубна кар'єра
У футболі дебютував 1928 року виступами за команду «Атлетіко», в якій провів вісім сезонів.
Протягом 1939—1941 років захищав кольори клубу «Реал Мадрид».
Завершив професійну ігрову кар'єру у клубі «Гранада», за команду якого виступав протягом 1941—1945 років.

## Виступи за збірну
Був присутній в заявці збірної Іспанії на чемпіонаті світу 1934 року в Італії, але на поле не виходив.
Помер 21 грудня 1974 року на 69-му році життя у місті Гіпускоа.